# Adocidae
Adocidae refere-se a uma família de tartarugas aquáticas que se alimentam de produtos tanto de origem animal como vegetal, sejam pois omnívoras. Esta família de testudineos, pertencente à subordem cryptodira, encontra-se extinta tendo sido primeiramente documentada em 1870 pelo paleontólogo e anatomísta Edward Drinker Cope.

## Géneros
- Adocoides
- Adocus
- Ferganemys
- Isanemy
- Mlynarskiella
- Shachemydinae
- Shachemys
- Shineusemys
- Sineusemys

## Distribuição
Vários fósseis foram encontrados em países diversos, comprovando a sua existência datada em períodos como do Oligoceno no Cazaquistão, do Paleoceno nos Estados Unidos, da transição do cretáceo para paleogeno nos Estados Unidos, cretáceo no Canadá, Japão, Cazaquistão, Laos, México, Mongólia, Tajiquistão, Tailândia, Estados Unidos e Uzbequistão.